# Tastiera (musica)

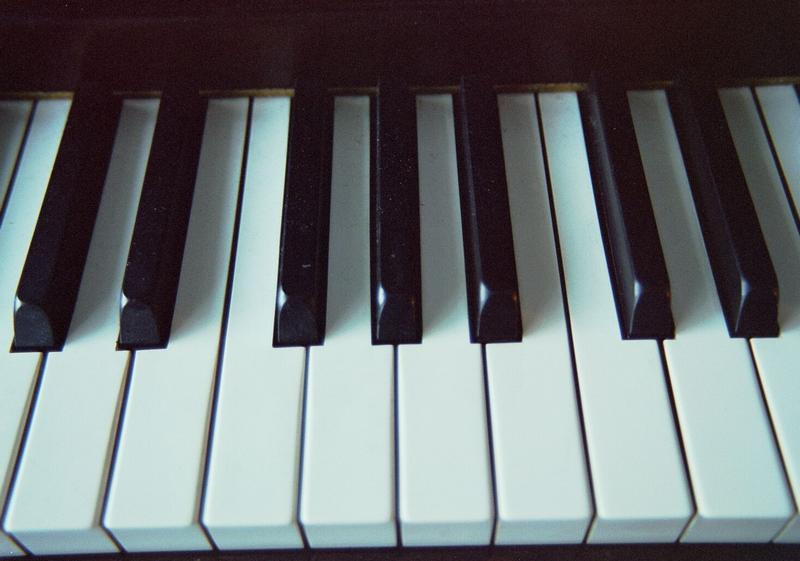
Tastiera di un pianoforte

In musica, la tastiera è un insieme di tasti che vengono premuti in generale con l'aiuto delle dita delle due mani per suonare determinati strumenti musicali.
Esistono numerose variazioni e alternative; ad esempio le fisarmoniche bajan hanno una tastiera cromatica, e nel 1882 Paul von Jankó inventò, per il pianoforte, la tastiera Jankó (anch'essa, cromatica).

## Caratteristiche
La realizzazione pratica di una tastiera comporta un problema di proporzioni che non ha una soluzione rigorosa. Se si considera che i tasti diatonici devono essere di larghezza identica, e che ciò deve avvenire anche per i tasti cromatici, neri sul pianoforte, e che le parti invisibili, rilegate al meccanismo di produzione sonora, devono anch'esse avere la stessa larghezza, si finisce a sistema di equazioni insolubili. Nella pratica, i costruttori si servivano di "regole per le tastiere" descritte da Marin Mersenne (1588 – 1648), che permettevano di avere un posizionamento ottimale tenendo conto di queste costrizioni.
Sugli strumenti vecchi possono presentarsi due particolarità:
- ottava corta: i tasti che corrispondono a certe note gravi poco utilizzate servivano in effetti a produrre delle note più gravi rispetto al disegno della tastiera. Questo permetteva agli strumentisti di suonare degli accordi di nona o più, impraticabili su un pianoforte moderno;
- tasti spezzati: tasti divisi trasversalmente o longitudinalmente per produrre due note distinte in funzione della posizione del dito.

## La disposizione dei tasti

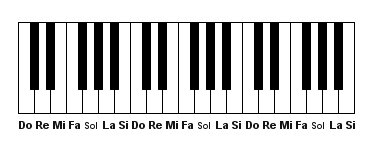
Schema di una tastiera per strumenti musicali (3 ottave mostrate).

La disposizione dei tasti segue le dodici note della scala cromatica del sistema temperato equabile, con i tasti della scala diatonica (di Do maggiore) che sono maggiormente sporgenti rispetto a quelli delle alterazioni cromatiche che, almeno nel pianoforte, sono di colore nero. I tasti sono ripetuti per più di un'ottava e, nelle tastiere moderne, come nel pianoforte, possono raggiungere le 7 ottave. Oggi, i formati più comuni variano dai 61 agli 88 tasti, anche se non mancano tastiere ridotte di 49 o anche 25 tasti, usate quasi esclusivamente come controller per moduli sonori.
I tasti possono essere azionati anche con i piedi (pedali dell'organo) o con i pugni (carillon) o con i gomiti (organi antichi).
La tastiera della fisarmonica differisce in parte da quella degli altri strumenti per i tasti rotondi sul lato sinistro.
Inoltre alcuni organi perlopiù elettronici utilizzano tasti di tipo waterfall. Si tratta di un tasto con bordo verticale (da cui il nome di tasto a cascata), privo del bordo sporgente tipico dei tasti del pianoforte. Tale conformazione rende più facile la scivolata di palmo (o palm-slide), un tecnica molto diffusa presso i tastieristi jazz.
Esiste anche un'altra disposizione dei tasti, chiamata "tastiera esatonale" dal nome dell'omonima scala, a volte chiamata anche tastiera simmetrica, che molti inventori nel corso della storia hanno proposto per realizzare un modello di tastiera alternativa e creativa, per rendere semplice l'esecuzione di nuovi tipi e stili di melodia in modo semplificato e per l'apprendimento semplificato delle scale musicali e dei modi. In Italia è conosciuta anche col nome di Tastiera Usai dal cognome dell'autore che l'ha riproposta durante un concorso bandito dalle Università del Veneto nel 2013. Essendo costruita in maniera differente da quella classica, permette l'esecuzione di brani musicali ipersimmetrici in maniera immediata, senza la necessità di studiare tutta la teoria della musica. Nel corso degli ultimi quattro secoli, questo modello di tastiera è stato periodicamente riproposto da vari inventori che credevano di essere i primi ed unici inventori di questo tipo di tastiera musicale, non essendo questo tipo di tastiera diffusa né avendo visibilità sul mercato degli strumenti musicali. Questo tipo di disposizione è stato applicato anche alle fisarmoniche dal ricercatore indipendente Luigi Usai, che l'ha resa pubblica nel 2011.

## Nei sintetizzatori musicali
La maggior parte dei sintetizzatori elettrici o elettronici è dotata di una tastiera per controllare la generazione del suono, anche se non mancano sintetizzatori controllati da corde pizzicate (chitarra), da pad o pulsanti (perlopiù drum machine) o dal solo movimento delle mani nell'aria (theremin) o attraverso un fascio luminoso (arpa laser) e sintetizzatori controllabili solo in remoto (per lo più tramite tecnologia MIDI).
le tastiere hanno tasti bianchi per le note intere e neri per i diesis e i bemolle

## Strumenti musicali che utilizzano tastiere
| - Pianoforte - Pianoforte elettrico - Fender Rhodes - Wurlitzer - Yamaha CP electric grand - Pianoforte digitale - Tastiera elettronica - Organo - a canne - a pompa - elettronico - Onde Martenot - Pianola - Mellotron - Keytar |

| - Sintetizzatore - Telharmonium - Carillon - Continuum - Melodica - Fisarmonica - Celesta - Clavicembalo - Ghironda - Lautenwerk - Virginale - Spinetta - Clavicordo - Regale - Fortepiano |